# Governatore delle Isole Marianne Settentrionali
Lista dei governatori delle Isole Marianne Settentrionali dal 1978.

## Elenco dei Governatori
Partiti politici: 

  Democratico (2) 
  Repubblicano (7) 
  Partito dell'Alleanza (2)
  indipendente (1)
| N.         | Foto         | Governatore                             | Carica           | Carica                       | Mandato  | Vicegovernatore | Vicegovernatore      |
| N.         | Foto         | Governatore                             | Inizio           | Termine                      | Mandato  | Vicegovernatore | Vicegovernatore      |
| ---------- | ------------ | --------------------------------------- | ---------------- | ---------------------------- | -------- | --------------- | -------------------- |
| 1          |              | Carlos S. Camacho (1937-)               | 9 gennaio 1978   | 11 gennaio 1982              | 1 (1977) |                 | Francisco Castro Ada |
| 2          |              | Pedro Tenorio (1934-)                   | 11 gennaio 1982  | 8 gennaio 1990               | 1 (1981) |                 | Pedro A. Tenorio     |
| 2          | 2 (1985)     | Pedro Tenorio (1934-)                   | 11 gennaio 1982  | 8 gennaio 1990               |          |                 | Pedro A. Tenorio     |
| 3          |              | Lorenzo I. De Leon Guerrero (1935–2006) | 8 gennaio 1990   | 10 gennaio 1994              | 1 (1989) |                 | Benjamin Manglona    |
| 4          |              | Froilan Tenorio (1939-)                 | 10 gennaio 1994  | 12 gennaio 1998              | 1 (1993) |                 | Jesus C. Borja       |
| 5          |              | Pedro Tenorio (1934-)                   | 12 gennaio 1998  | 14 gennaio 2002              | 1 (1993) |                 | Jesus R. Sablan      |
| 6          |              | Juan Babauta (1953-)                    | 14 gennaio 2002  | 9 gennaio 2006               | 1 (2001) |                 | Diego Benavente      |
| 7          |              | Benigno Fitial (1945-)                  | 9 gennaio 2006   | 20 febbraio 2013 (Dimessosi) | 1 (2005) |                 | Timothy Villagomez   |
| 7          | 1⁄2 (2009)   | Benigno Fitial (1945-)                  | 9 gennaio 2006   | 20 febbraio 2013 (Dimessosi) |          |                 | Timothy Villagomez   |
| (7)        | Vacante      | Vacante                                 | 9 gennaio 2006   | 20 febbraio 2013 (Dimessosi) |          |                 |                      |
| (7)        | Eloy Inos    | Benigno Fitial (1945-)                  | 9 gennaio 2006   | 20 febbraio 2013 (Dimessosi) |          |                 |                      |
| 8          |              | Eloy Inos (1949–2015)                   | 20 febbraio 2013 | 29 dicembre 2015 (Deceduto)  | -        |                 | Jude Hofschneider    |
| (8)        |              | Eloy Inos (1949–2015)                   | 20 febbraio 2013 | 29 dicembre 2015 (Deceduto)  | -        |                 | Jude Hofschneider    |
| 1⁄2 (2014) |              | Eloy Inos (1949–2015)                   | 20 febbraio 2013 | 29 dicembre 2015 (Deceduto)  |          |                 | Jude Hofschneider    |
|            | Ralph Torres | Eloy Inos (1949–2015)                   | 20 febbraio 2013 | 29 dicembre 2015 (Deceduto)  |          |                 |                      |
| 9          |              | Ralph Torres (1979-)                    | 29 dicembre 2015 | 09 Gennaio 2023              | -        |                 | Victor Hocog         |
| 10         |              | Arnold Palacios (1955-)                 | 09 Gennaio 2023  | in carica                    | -        |                 | David M. Apatang     |